# Naltagua
Naltagua är ett berg i Chile.   Det ligger i provinsen Provincia de Talagante och regionen Región Metropolitana de Santiago, i den södra delen av landet, 40 km sydväst om huvudstaden Santiago de Chile. Toppen på Naltagua är 682 meter över havet, eller 121 meter över den omgivande terrängen. Bredden vid basen är 1,9 km.
Terrängen runt Naltagua är varierad. Runt Naltagua är det ganska tätbefolkat, med 72 invånare per kvadratkilometer.. Närmaste större samhälle är El Monte, 9,1 km norr om Naltagua. 
I omgivningarna runt Naltagua växer i huvudsak städsegrön lövskog.